# Geospiza
Geospiza is een geslacht van zangvogels uit de grote Amerikaanse familie Thraupidae (tangaren). Dit geslacht behoort tot de zogenaamde Darwinvinken die als endemische soorten alleen voorkomen op de Galapagoseilanden.

## Soorten
Het geslacht kent de volgende soorten:
- Geospiza acutirostris  – Genovesagrondvink
- Geospiza conirostris  – Españolagrondvink
- Geospiza difficilis  – Spitssnavelgrondvink
- Geospiza fortis  – Middelste grondvink
- Geospiza fuliginosa  – Kleine grondvink
- Geospiza magnirostris  – Grote grondvink
- Geospiza propinqua  – Genovesacactusgrondvink
- Geospiza scandens  – Cactusgrondvink
- Geospiza septentrionalis  – Vampiergrondvink